# Пабло Форлан
Пабло Хусто Форлан Ламарке (ісп. Pablo Justo Forlán Lamarque; нар. 14 липня 1945, Мерседес, Соріано, Уругвай) — уругвайський футболіст та тренер, виступав на позиції захисника.

## Клубна кар'єра
Футбольну кар'єру розпочав 1963 року в складі резервної команди «Пеньяроля», яка під керівництвом Хосе Ечгоєна виступала в Куарта Дивізіоні (четвертий дивізіон чемпіонату Уругваю). На початку 1965 року переведений до першої команди, де повинен був замінити Едгардо Гонсалеса, який отримав важку травму та змушений був завершити кар'єру, окрім цього повинен був допомагати вже не молодому Нестору Гонсальвесу. Спочатку мав проблеми з фанатами, але згодом освоївся та створив тандем з Хуліо Аббаді. На цьому шляху, за словами Лусіано Альвареса, його сильна особистість, характер і завзятість допомогли йому закріпитися як захиснику. Разом з «Орінегрос» не лише виграв чемпіонат Уругваю 1964, 1965, 1967 та 1968 роках, але також допоміг перемогти у Кубку Лібертадорес та на Міжконтинентальному кубку 1966 року. У 1970 року переїхав до «Сан-Паулу», кольори якого захищав з 1971 по 1975 рік. За цей час зіграв 73 матчі (відзначився одним голом) у Серії А, а в 1971 та 1975 роках ставав переможцем Ліги Паулісти. З 1975 по 1976 рік знову захищав кольори «Пеньяроля». У перший же рік, після свого повернення до клубу, виграв Прімера Дивізіон. З 1976 по 1977 рік захищав кольори «Крузейро». У 1977 році повернувся до Уругваю, де підсилив «Насьйональ» (Монтевідео). Наступний рік провів у «Суд Америка». З 1979 по 1984 рік грав за «Дефенсор Спортінг» у першому дивізіоні чемпіонату Уругваю. У 1982 та 1983 роках «Дефенсор Спортінг» ставав бронзовим призером чемпіонату Уругваю.

## Кар'єра в збірній
У футболці національної збірної Уругваю дебютував 19 червня 1966 року. Учасник чемпіонату світу 1966 року в Англії та чемпіонату світу 1974 року в Німеччині. На чемпіонаті Південної Америки 1967 року допоміг Уругваю виграти турнір (під керівництвом свого майбутнього тестя). Востаннє футболку збірної одягав 8 квітня 1976 року. Загалом у національній команді зіграв 17 матчів.

## Особисте життя
Пабло — батько Дієго Форлана, найкращого футболіста чемпіонату світу 2010 року, рекордсмена збірної Уругваю за кількістю проведених матчів та забитих м'ячів. Також у Пабло є син — Пабло-молодший, і дочки Алехандра (засновниця Фонду допомоги постраждалим в автокатастрофах) та Адріана. Брат Пабло, Річард Форлан, також був професіональним футболістом, відомий своїми виступами за «Монтевідео Вондерерз», у 1974—1975 роках виступав за збірну Уругваю.

## Досягнення

### Як гравця

#### Клубні

##### Штату
- Ліга Пауліста
  -  Чемпіон (3): 1970, 1971, 1975

##### Національний чемпіонат
- Прімера Дивізіон Уругваю
  -  Чемпіон (7): 1964, 1965, 1967, 1968 (усі — «Пеньяроль»), 1977 («Насьйональ»), 1980, 1982 (обидва — «Дефенсор Спортінг»)

- Лігілья Уругваю
  -  Чемпіон (2): 1979, 1981 (обидва — «Дефенсор Спортінг»)

##### Міжнародні
«Пеньяроль»
- Кубок Лібертадорес
  -  Володар (1): 1966

- Міжконтинентальний кубок
  -  Володар (1): 1966

- Суперкубок міжконтинентальних чемпіонів
  -  Володар (1): 1969

##### Збірна
Уругвай
- Кубок Південної Америки
  -  Володар (1): 1967 (Уругвай)